# (9223) Leifandersson
(9223) Leifandersson est un astéroïde de la ceinture principale.

## Description
(9223) Leifandersson est un astéroïde de la ceinture principale. Il fut découvert le 18 décembre 1995 à Kitt Peak par le projet Spacewatch. Il présente une orbite caractérisée par un demi-grand axe de 2,30 UA, une excentricité de 0,07 et une inclinaison de 3,4° par rapport à l'écliptique.

## Compléments